# Drosendorf-Zissersdorf
Drosendorf-Zissersdorf ist eine Stadtgemeinde mit 1134 Einwohnern (Stand 1. Jänner 2025) im Bezirk Horn in Niederösterreich.

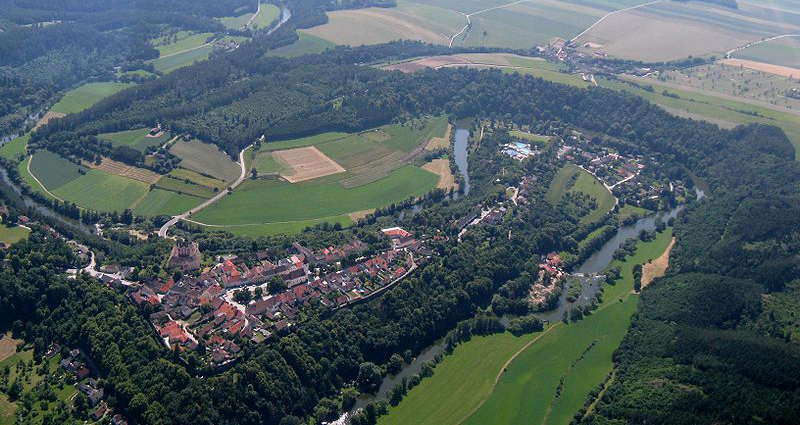
Drosendorf Stadt

## Geografie
Drosendorf-Zissersdorf liegt an der Thaya im nördlichen Waldviertel in Niederösterreich und damit an der Grenze zu Tschechien.
3 km nördlich der Stadt befindet sich der Grenzübergang Oberthürnau-Vratenin (Fratting). Die Fläche der Stadtgemeinde umfasst 53,45 Quadratkilometer. 29,87 Prozent der Fläche sind bewaldet.

### Lage
| Prag 198 km    | Iglau 70 km                                 | Brünn 111 km |
| Budweis 119 km | Kompassrose, die auf Nachbargemeinden zeigt | Znaim 42 km  |
| Zwettl 58 km   | Horn 30 km                                  | Wien 111 km  |

* Entfernungen sind gerundete Straßenkilometer bis zum Ortszentrum.

### Gemeindegliederung
Das Gemeindegebiet umfasst folgende 12 Ortschaften (in Klammern Einwohnerzahl Stand 1. Jänner 2025):
- Autendorf (34)
- Drosendorf Altstadt (69)
- Drosendorf Stadt (478)
- Elsern (65)
- Heinrichsreith (61)
- Oberthürnau (42)
- Pingendorf (22)
- Unterthürnau (7)
- Wolfsbach (82)
- Wollmersdorf (29)
- Zettlitz (40)
- Zissersdorf (205) samt Hagen und Johannesthal

Die Gemeinde besteht aus den Katastralgemeinden Autendorf, Drosendorf Altstadt, Drosendorf Stadt, Elsern, Heinrichsreith, Oberthürnau, Pingendorf, Unterthürnau, Wolfsbach, Wollmersdorf, Zettlitz und Zissersdorf.
Die Stadtgemeinde Drosendorf-Zissersdorf ist Mitglied der Kleinregion Taffa-Thaya-Wild.

### Nachbargemeinden
|                    | Vratěnín (Fratting)                         | Stálky (Stallek) |
| Raabs an der Thaya | Kompassrose, die auf Nachbargemeinden zeigt | Langau           |
| Japons             | Geras                                       |                  |

## Geschichte

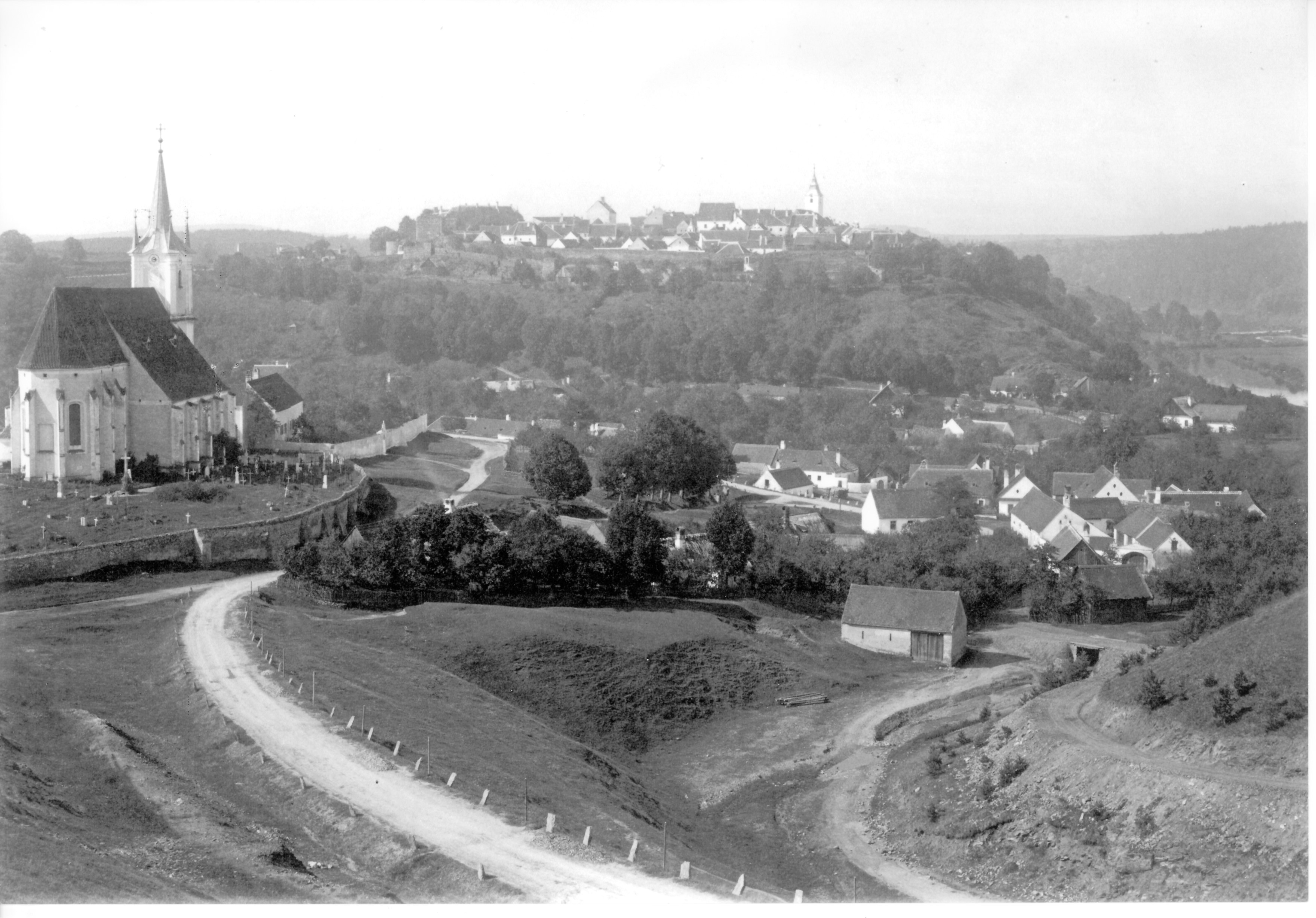
Drosendorf um 1860

1188 erfolgte die erste urkundliche Erwähnung Drosendorfs. Im Juli 1278 widerstand die Stadt 16 Tage lang der Belagerung durch den böhmischen König Ottokar II., der damit wertvolle Zeit verlor, währenddessen sich sein Kontrahent Rudolf I. gut auf die Schlacht bei Dürnkrut und Jedenspeigen vorbereiten konnte. Während des Ersten Weltkrieges befand sich im Schüttkasten Drosendorf das Internierungslager Drosendorf.

### Bevölkerungsentwicklung
| Drosendorf-Zissersdorf: Einwohnerzahlen von 1869 bis 2025 | Drosendorf-Zissersdorf: Einwohnerzahlen von 1869 bis 2025 | Drosendorf-Zissersdorf: Einwohnerzahlen von 1869 bis 2025 | Drosendorf-Zissersdorf: Einwohnerzahlen von 1869 bis 2025 | Drosendorf-Zissersdorf: Einwohnerzahlen von 1869 bis 2025 |
| --------------------------------------------------------- | --------------------------------------------------------- | --------------------------------------------------------- | --------------------------------------------------------- | --------------------------------------------------------- |
| Jahr                                                      |                                                           |                                                           |                                                           | Einwohner                                                 |
| 1869                                                      | 1869                                                      |                                                           | 2.358                                                     | 2.358                                                     |
| 1880                                                      | 1880                                                      |                                                           | 2.392                                                     | 2.392                                                     |
| 1890                                                      | 1890                                                      |                                                           | 2.304                                                     | 2.304                                                     |
| 1900                                                      | 1900                                                      |                                                           | 2.295                                                     | 2.295                                                     |
| 1910                                                      | 1910                                                      |                                                           | 2.373                                                     | 2.373                                                     |
| 1923                                                      | 1923                                                      |                                                           | 2.470                                                     | 2.470                                                     |
| 1934                                                      | 1934                                                      |                                                           | 2.642                                                     | 2.642                                                     |
| 1939                                                      | 1939                                                      |                                                           | 2.459                                                     | 2.459                                                     |
| 1951                                                      | 1951                                                      |                                                           | 2.524                                                     | 2.524                                                     |
| 1961                                                      | 1961                                                      |                                                           | 2.189                                                     | 2.189                                                     |
| 1971                                                      | 1971                                                      |                                                           | 1.942                                                     | 1.942                                                     |
| 1981                                                      | 1981                                                      |                                                           | 1.690                                                     | 1.690                                                     |
| 1991                                                      | 1991                                                      |                                                           | 1.414                                                     | 1.414                                                     |
| 2001                                                      | 2001                                                      |                                                           | 1.309                                                     | 1.309                                                     |
| 2011                                                      | 2011                                                      |                                                           | 1.215                                                     | 1.215                                                     |
| 2021                                                      | 2021                                                      |                                                           | 1.170                                                     | 1.170                                                     |
| 2025                                                      | 2025                                                      |                                                           | 1.134                                                     | 1.134                                                     |
| Quelle(n): Statistik Austria, Gebietsstand 1.1.2021       |                                                           |                                                           |                                                           |                                                           |

## Kultur und Sehenswürdigkeiten
Drosendorf Altstadt

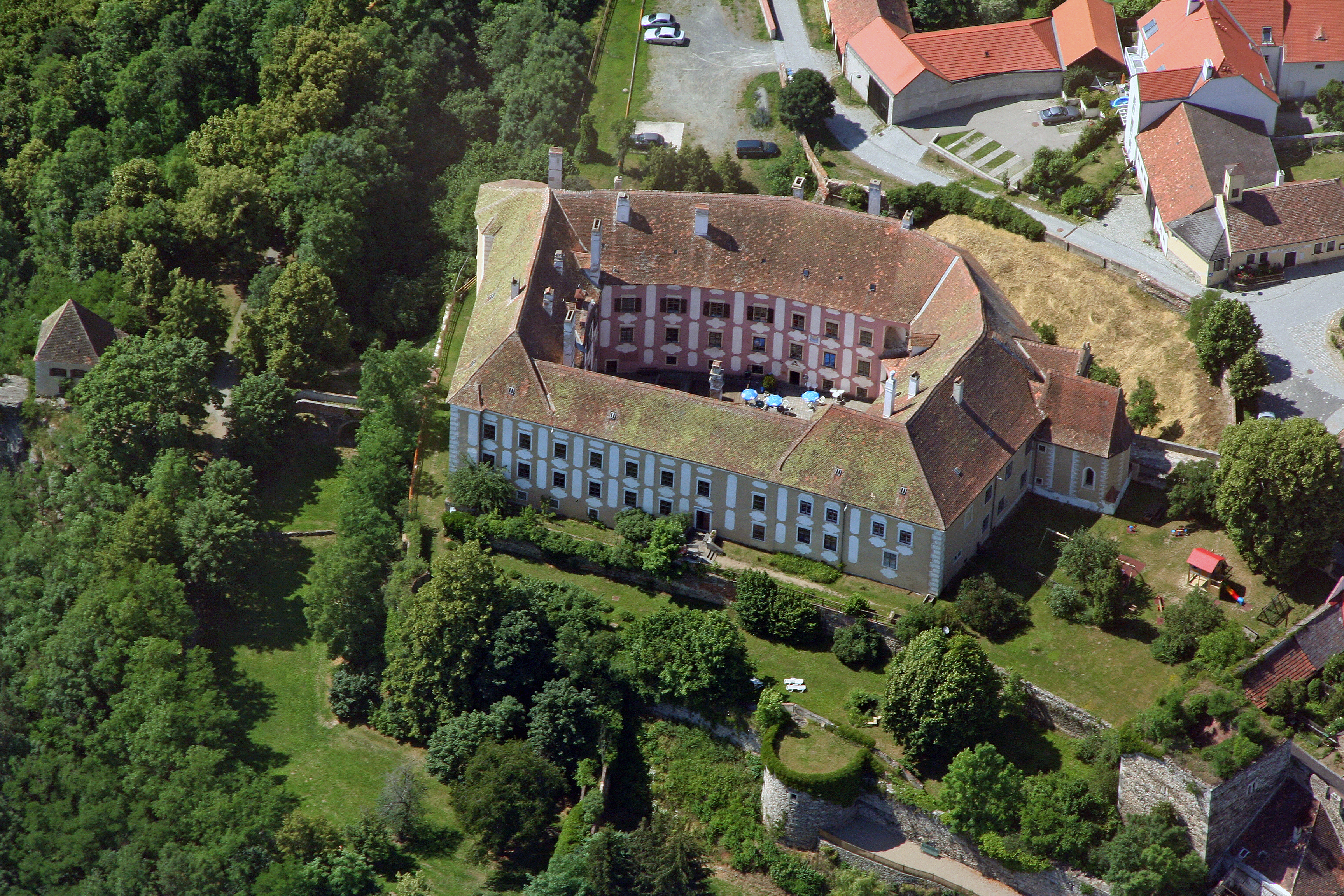
Schloss Drosendorf

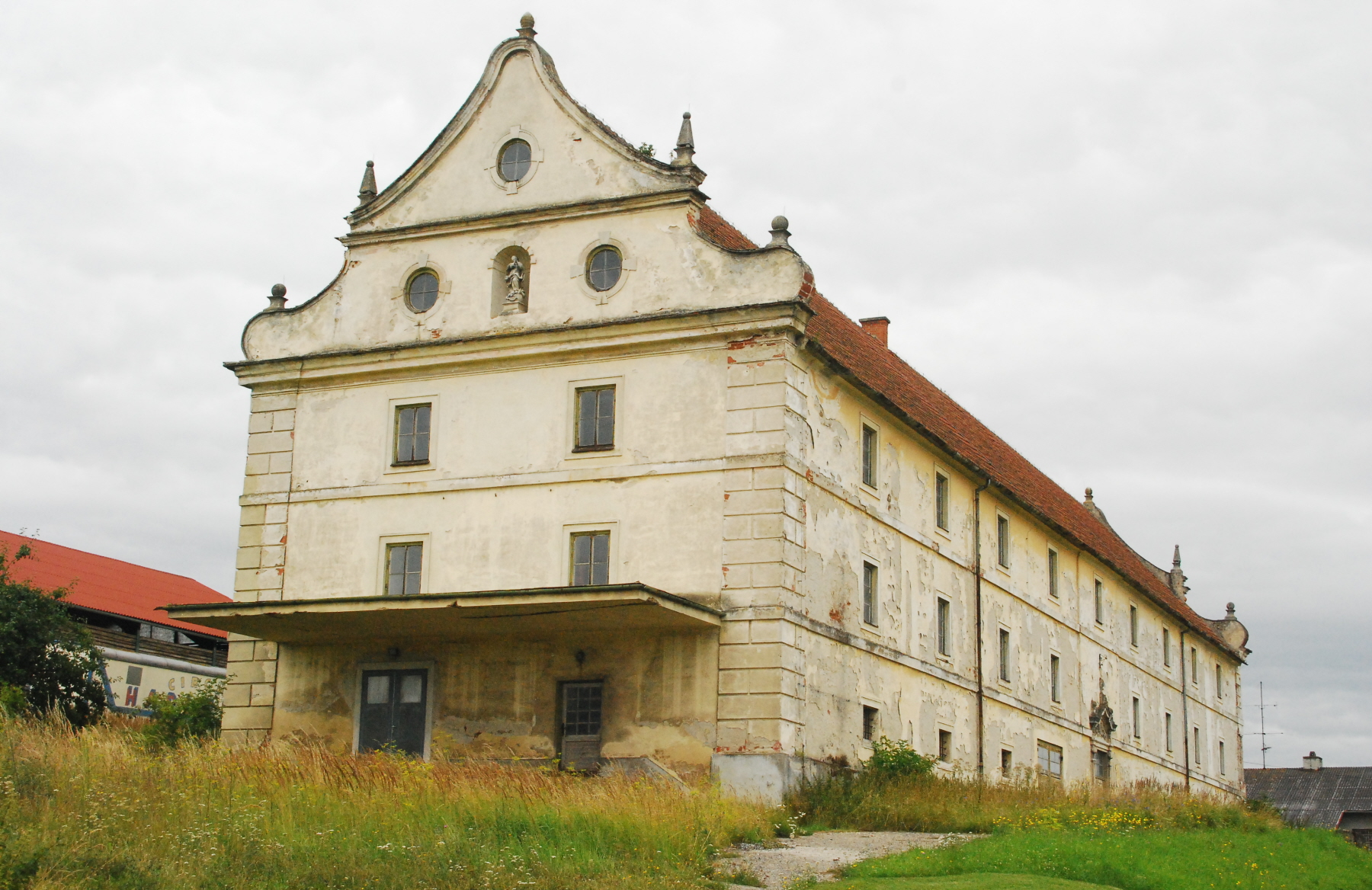
Schüttkasten Drosendorf

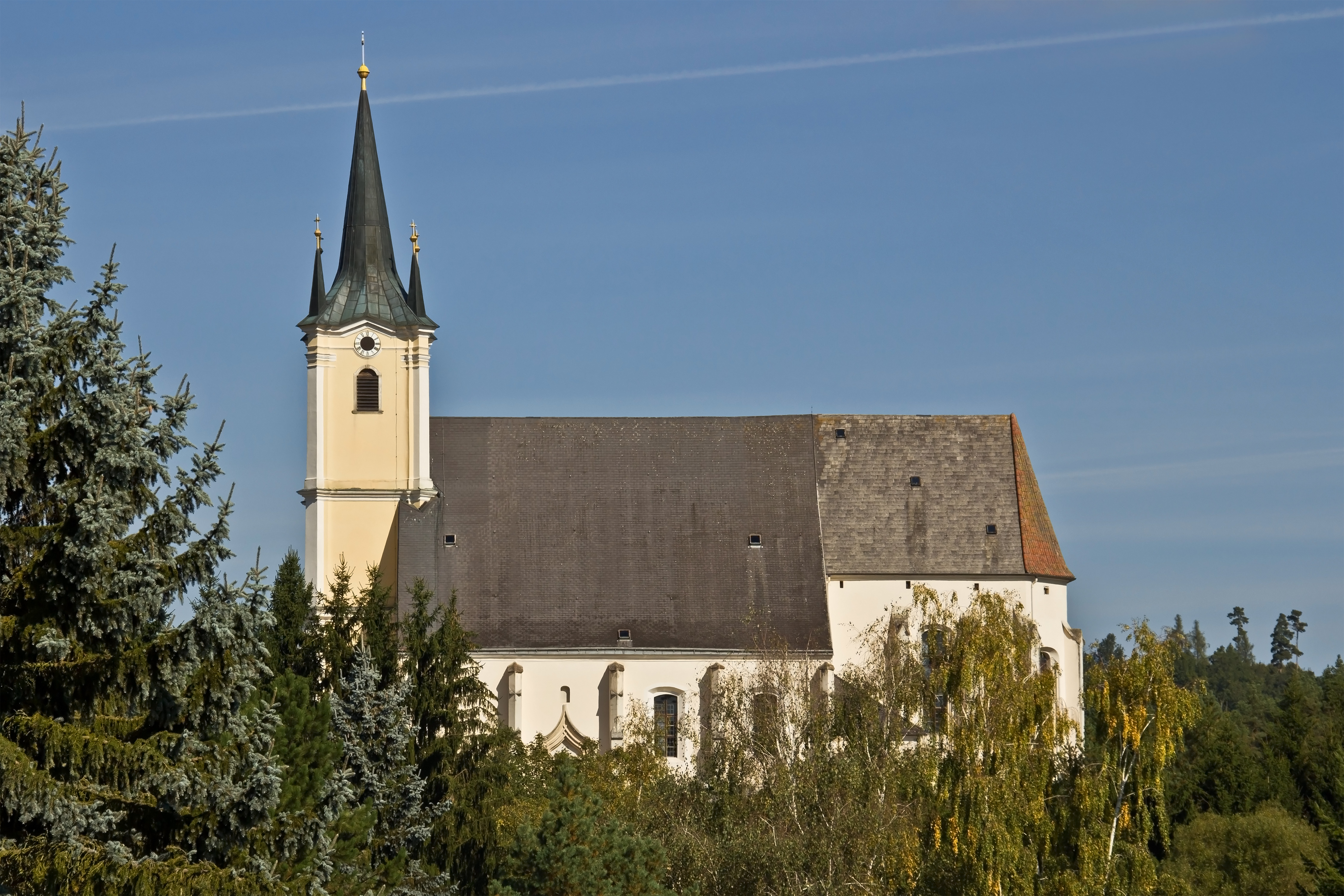
Pfarrkirche Drosendorf

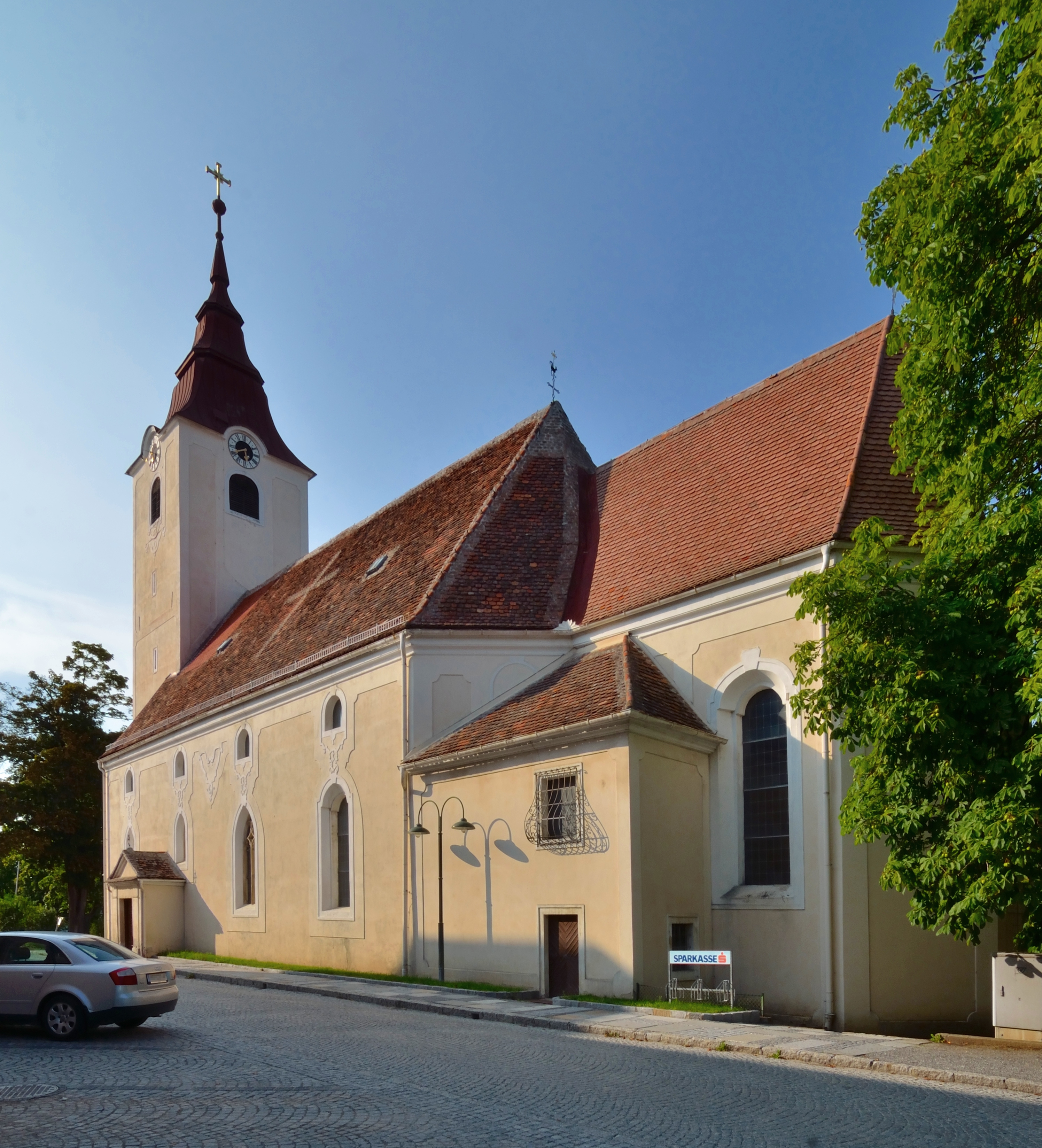
Stadtkirche Drosendorf

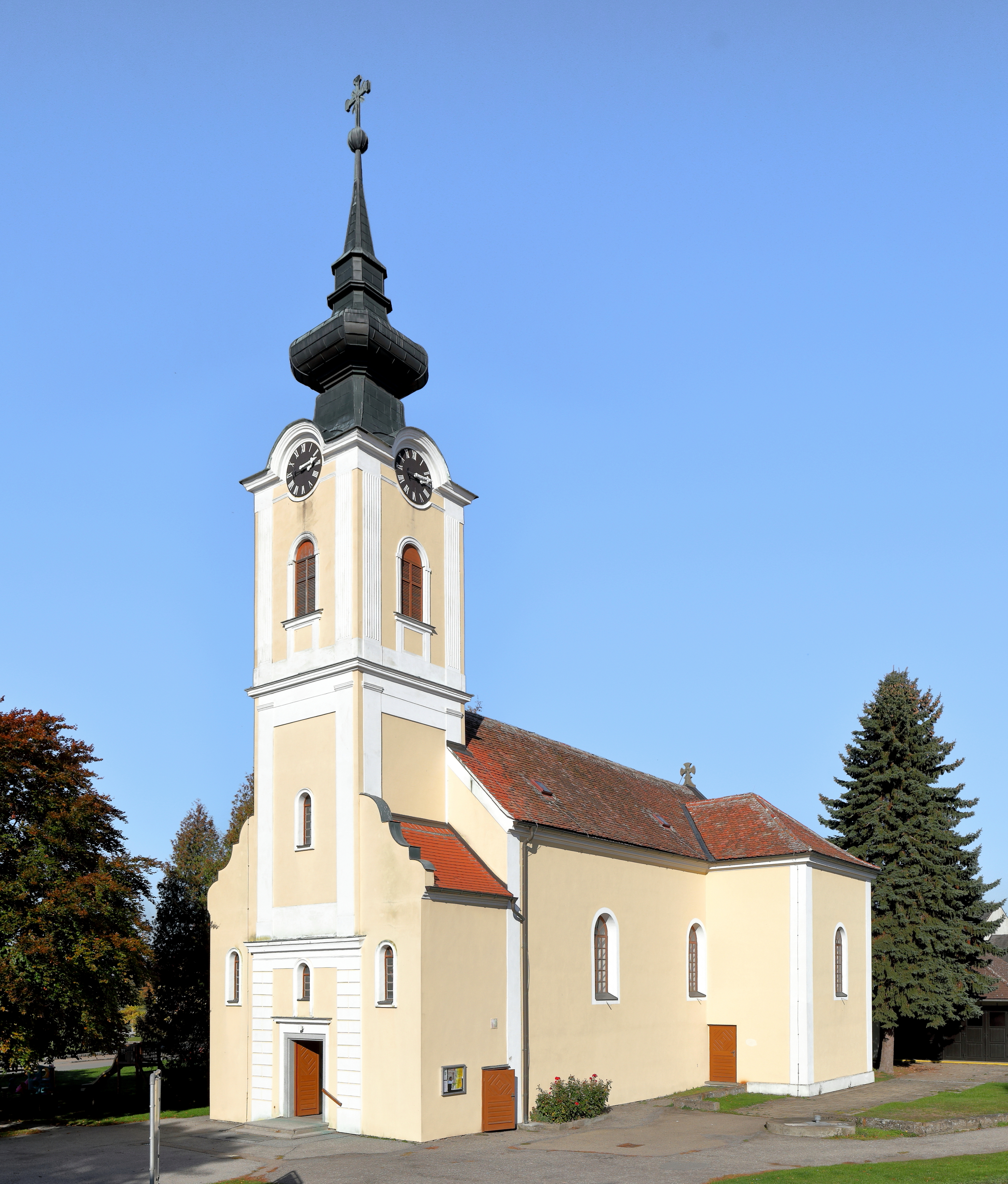
Pfarrkirche Zissersdorf

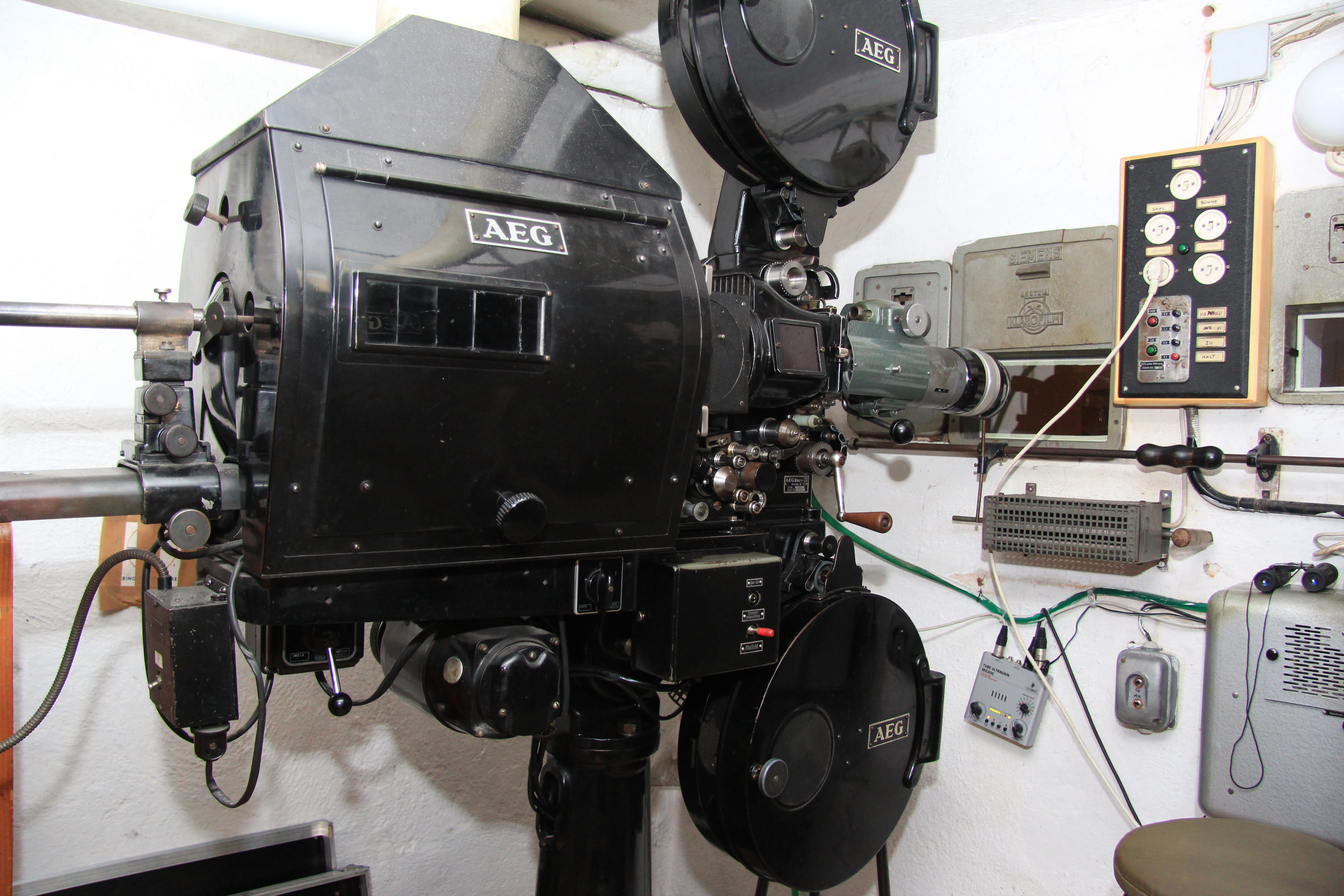
Projektor im Kino Drosendorf

- Pfarrkirche Drosendorf: im Kern 15. Jahrhundert, Chorstrebepfeiler mit Datierung: 1492, vermutlich im Dreißigjährigen Krieg zerstört und im Barock wiederaufgebaut.

Drosendorf Stadt
- Rathaus Drosendorf-Zissersdorf
- Stadtbefestigung Drosendorf: Drosendorf zählt zu den wenigen österreichischen Städte, die noch von einer vollständig erhaltenen Stadtmauer umgeben sind.
- Stadtkirche Drosendorf: In der um 1461/1463 erbauten spätgotischen Martinskirche werden die Reliquien der Katakombenheiligen Valentina aufbewahrt. Außerdem steht im Gewölbe unter dem Turmraum ein sog. Heiliges Grab, das der damalige Ortspfarrer 1881 bei der in Böhmen ansässigen Firma Zbitek erworben hat. Es besteht aus bunten Glassteinen, die auf einem mit Löchern versehenen Karton vernäht sind und von hinten beleuchtet werden können.[2]
- Franz-Kiessling-Museum: Das Museum im ehemaligen Bürgerspital enthält die Sammlungen der Heimatforscher Franz Xaver Kießling und Raimund Bauer. Zu sehen sind urgeschichtliche Funde ab dem Paläolithikum. Hauptsächlich vertreten sind Siedlungsnachweise des Neolithikums (Linearbandkeramik, Lengyel-Kultur, Typus Mödling-Zöbing/Jevišovice). Gering sind Nachweise der Bronzezeit, dagegen ist die späte Eisenzeit durch reiche Inventarien belegt. Auch frühmittelalterliche (slawische) Funde sind vorhanden. Die Funde stammen alle aus der näheren Umgebung der Stadt, zum Teil auch aus Drosendorf selbst. Das Museum besitzt auch Objekte zur Stadtgeschichte und volkskundliche Inventarien.
- Schloss Drosendorf: Im Kern aus der Zeit um 1200, schlossartiger Ausbau ab 1692, heute im Besitz der Familie Hoyos, von 1987 bis 2021 Bildungszentrum der Niederösterreichischen Landarbeiterkammer, beherbergte bis dahin auch eine Frühstückspension. Ab 2022 erfolgte ein Neustart zur touristischen Nutzung unter einem neuen Pächter.[3]
- Drosendorfer Circusluft: In einem Ferienprogramm werden Kinder von professionellen Artisten ausgebildet und leben inmitten der Zirkuswelt.[4]
- Schüttkasten Drosendorf, das sogenannte Stockkastl, im Kern die Martinskirche aus der Zeit um 1200, nach Aufgabe als Sakralbau in den 1460er-Jahren Umbau zu einem Schüttkasten, im 19. Jahrhundert Umbau zum Gefängnis, steht unter Denkmalschutz.
- Filmclub Drosendorf. Nachdem ein 1920 in einem Wirtshaussaal eröffnetes Kino schloss, führt der Club ab Juni 1990 dort und sommers mitunter im Garten monatlich analoge Filme vor. Für Kinovorführmaschinen aus 1937 wurden Lichtbogen-Kohlen aus den Oststaaten und nunmehr aus Indien besorgt.[5][6]
- Roland- bzw. Prangersäule am Hauptplatz
- Strandbad/Thayabad Drosendorf: Der langgestreckte Holzpavillon aus dem Jahr 1929 ist ein sehenswertes Gebäude direkt an der Thaya. Nach der Blütezeit in den 1930er-Jahren und einem Aufschwung in den 1950er-Jahren, verfiel das Badehaus. 1993 wurde der Holzpavillon des Thayabades renoviert und das Strandbad wieder zu einem Treffpunkt des gesellschaftlichen Lebens der Stadtgemeinde. Pavillon Strandbad Drosendorf[7]

Elsern
- Wallfahrtskirche Maria Schnee

Zissersdorf

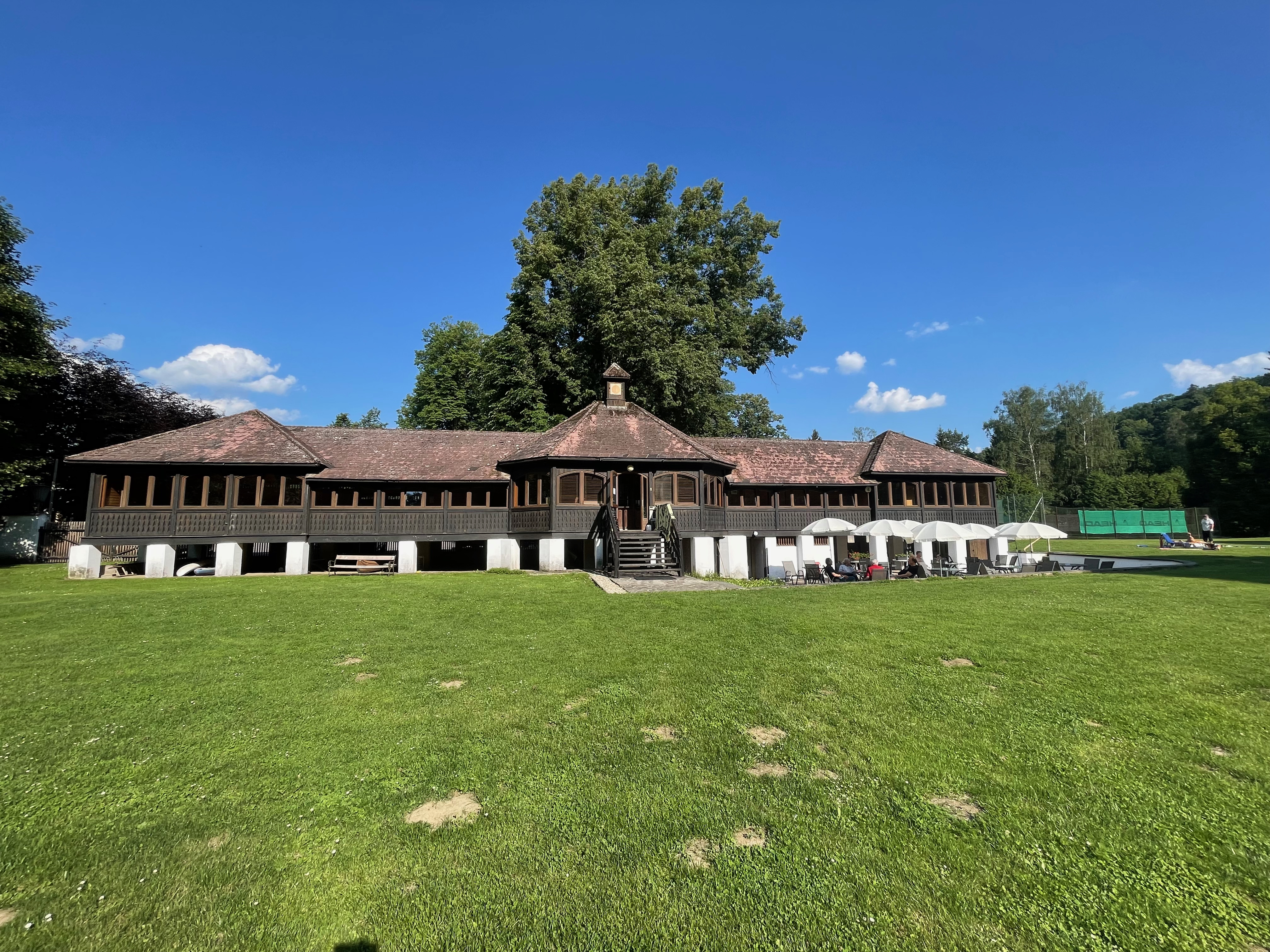
Pavillon Strandbad Drosendorf

- Katholische Pfarrkirche Zissersdorf hll. Märtyrer Johannes und Paulus; die Saalkirche mit rundem Chorschluss wurde im josephinischen Stil errichtet. Der 37 m hohe Zwiebelturm ist zwischen niedrigen Anbauten eingestellt. Von 1906 bis 1908 wurde die Kirche umgebaut und erweitert. Dabei erhielt die Kirche einen Sakristeitrakt und eine Marienkapelle, die querhausartig angebaut wurden.

## Wirtschaft und Infrastruktur
Im Jahr 1977 gab es 77 nichtlandwirtschaftliche Arbeitsstätten, und laut Erhebung von 1999 119 land- und forstwirtschaftliche Betriebe. Laut Volkszählung von 2001 betrug die Zahl der Erwerbstätigen am Wohnort 529. Die Erwerbsquote lag 2001 bei 41,25 Prozent.

### Verkehr
- Bahn: Von Retz führt eine der streckenweise steilsten Normalspurstrecken Österreichs nach Drosendorf-Zissersdorf (errichtet 1910, Lokalbahn Retz–Drosendorf), auf der jedoch der Passagierverkehr am 9. Juni 2001 eingestellt wurde. Die Strecke wird nun von der NÖVOG betrieben und während der Sommermonate (etwa Mai bis Oktober) bringt an den Wochenenden ein recht erfolgreicher Nostalgiezug, der „Reblaus-Express“, Radfahrer und Wanderer nach Drosendorf.[8]
- Bus: Mit öffentlichen Autobuslinien ist Drosendorf von Horn und Retz aus zu erreichen.
- Bus: Aus Südmähren wird von März bis September Drosendorf aus Znaim über Vranov nad Dyjí, Uherčice u Znojma und Vratěnín mit der IDS JMK Verkehrsverbundlinie 816 bis zu 3 Mal am Sa/So angefahren. In der übrigen Zeit und außer Saison als Rufbus. Der Fahrplan ist auf die Züge des Reblausexpress (Lokalbahn Retz–Drosendorf) abgestimmt. Der erste Kurs nach und von Drosendorf verkehrt als Radbus für bis 24 Fahrräder.[9]
- Straße: Von Retz aus führt die Thayatal-Bundesstraße nach Drosendorf und weiter über Raabs bis nach Schrems. Eine weitere Bundesstraße verbindet Drosendorf mit der Bezirkshauptstadt Horn.

## Politik

### Gemeinderat
Der Gemeinderat hat 19 Mitglieder.
- Nach den Gemeinderatswahlen in Niederösterreich 1990 hatte der Gemeinderat folgende Verteilung: 15 ÖVP und 4 SPÖ.
- Nach den Gemeinderatswahlen in Niederösterreich 1995 hatte der Gemeinderat folgende Verteilung: 13 ÖVP, 3 SPÖ und 3 Bürgerliste.[10]
- Nach den Gemeinderatswahlen in Niederösterreich 2000 hatte der Gemeinderat folgende Verteilung: 14 ÖVP, 3 SPÖ und 2 FPÖ.[11]
- Nach den Gemeinderatswahlen in Niederösterreich 2005 hatte der Gemeinderat folgende Verteilung: 15 ÖVP und 4 SPÖ.[12]
- Nach den Gemeinderatswahlen in Niederösterreich 2010 hatte der Gemeinderat folgende Verteilung: 15 ÖVP, 2 Frische Liste, 1 SPÖ und 1 FPÖ.[13]
- Nach den Gemeinderatswahlen in Niederösterreich 2015 hatte der Gemeinderat folgende Verteilung: 14 ÖVP, 3 Frische Liste, 1 SPÖ und 1 FPÖ.[14]
- Nach den Gemeinderatswahlen in Niederösterreich 2020 hatte der Gemeinderat folgende Verteilung: 14 ÖVP, 3 Frische Liste, 1 SPÖ und 1 FPÖ.[15]
- Nach den Gemeinderatswahlen in Niederösterreich 2025 hat der Gemeinderat folgende Verteilung: 12 ÖVP, 4 SPÖ, 2 BIZ (Überparteiliche Bürgerinitiative Zukunft Drosendorf-Zissersdorf) und 1 FPÖ.[16]

### Bürgermeister
- 1975–1988 Franz Tades (ÖVP)

- 1988–2009 Franz Krestan (ÖVP)
- 2009–2022 Josef Spiegl (ÖVP)[17]
- seit 2022 Robert Feldmann (ÖVP)

## Persönlichkeiten

### Ehrenbürger
- Felix Stainach, Hofrat[18]

### Söhne und Töchter der Gemeinde

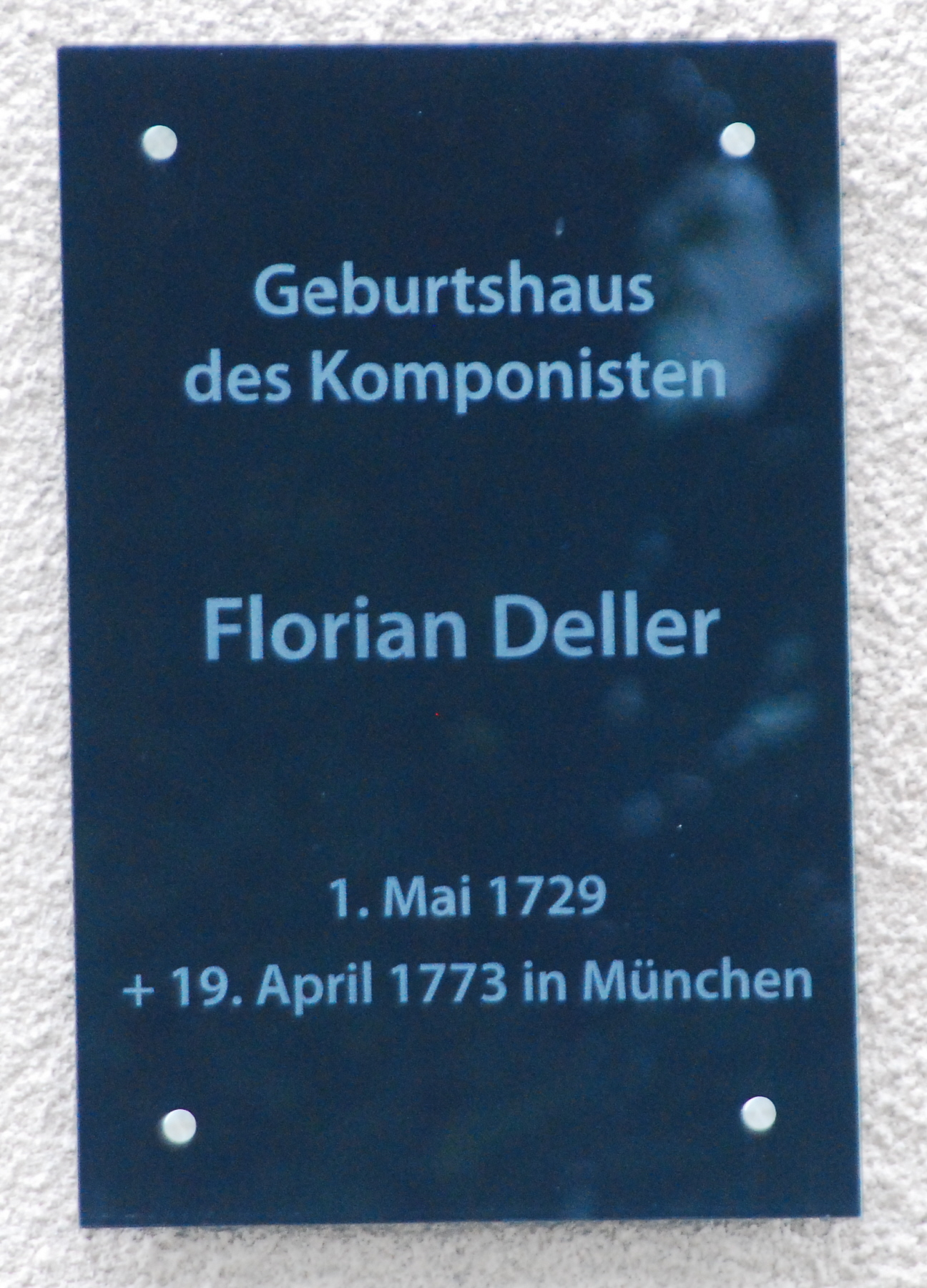
Gedenktafel für Florian Deller

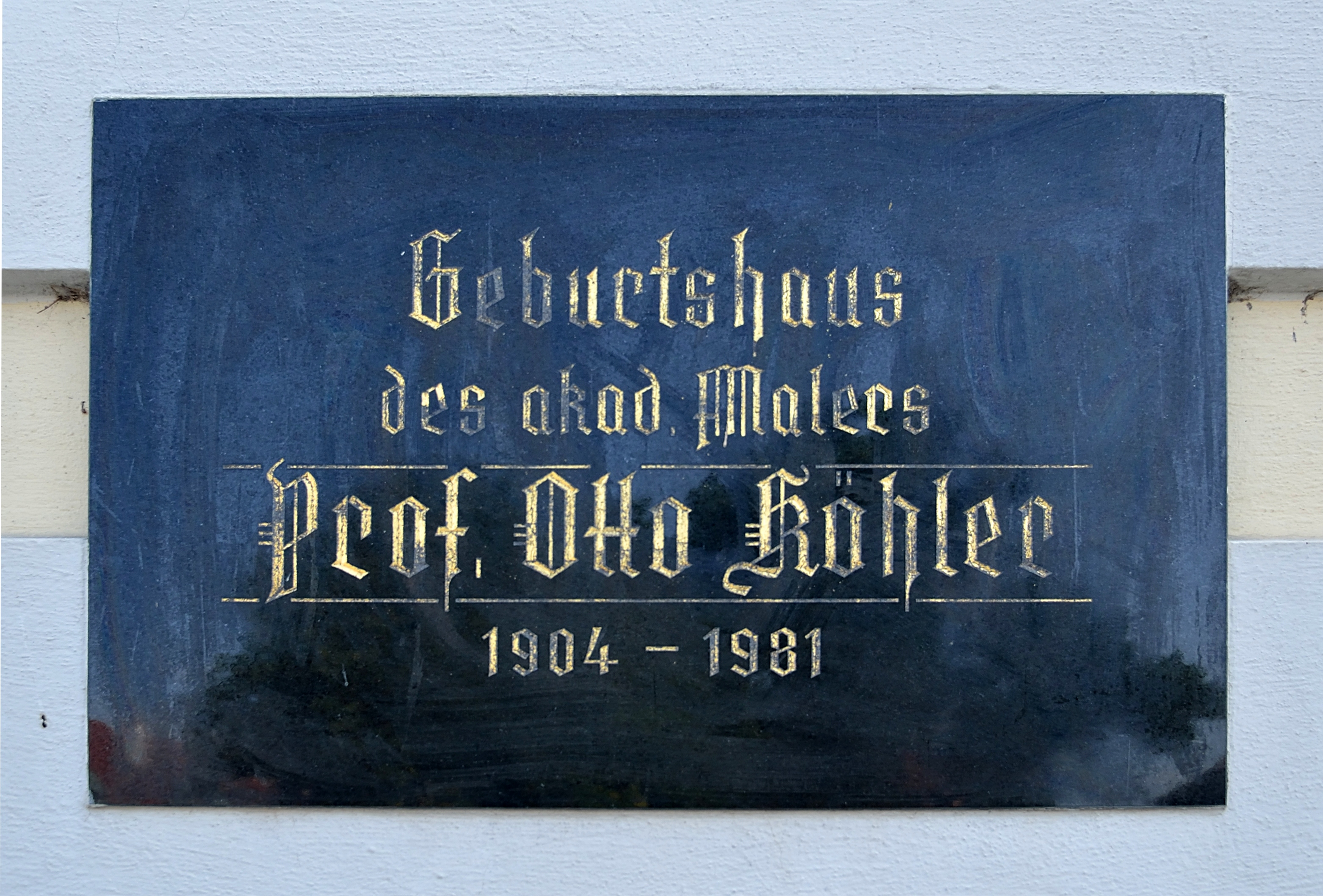
Gedenktafel für Otto Köhler

- Florian Johann Deller (1729–1773), zu seiner Zeit im In- und Ausland sehr bekannter Komponist des Barockzeitalters. In jüngerer Zeit werden seine Musikstücke wiederentdeckt und immer häufiger auch aufgeführt.
- Ferdinand Neunteufl (1854–1939), Landwirt und Politiker, Mitglied des Abgeordnetenhauses 1897–1900[19]
- Karl Bitter (20. September 1870 – 7. April 1954), Fleischhauer, Betonwerksunternehmer, Bürgermeister, Mitglied des N.Ö. Landesgewerberates, Obmann des Bezirks-Strassenausschusses, großer Förderer der Wallfahrtskirche Maria Schnee
- Otto Köhler (3. Juni 1904 – 1. September 1981), akademischer Maler, Professor am Piaristengymnasium Krems, beliebter Fresco-Maler, Schöpfer zahlreicher Fresco-Malereien in Kirchen und an Häusern (z. B. Hauptschule Drosendorf) im Waldviertel und in der Wachau
- Raimund Bauer (1913–2000), Heimatforscher
- Hermann Walenta (1923–2018), akad. Bildhauer und Maler
- Franz Georg Krausl (9. Dezember 1936 – 27. September 2006), Stadtchronist, Schulrat und Träger des Ehrenringes der Stadt Drosendorf
- Franz Krestan, (* 9. August 1946) Bürgermeister 1988–2009, Ehrenringträger der Stadtgemeinde Drosendorf-Zissersdorf, Buchautor und Fotograf

### Personen mit Bezug zur Gemeinde
- Richard Bletschacher (* 1936), deutscher Dramaturg und Autor, lebt in Drosendorf und Wien
- Johann Georg Grasel (1790–1818), Räuber, war hier inhaftiert[20]
- Ernst Karl Hoyos-Sprinzenstein (1830–1903), Besitzer von Schloss Drosendorf
- Ernst Karl Heinrich Hoyos-Sprinzenstein (1856–1940), Besitzer von Schloss Drosendorf
- Hans Hoyos-Sprinzenstein (1923–2010), Besitzer von Schloss Drosendorf
- Markus Hoyos (* 1960), Besitzer von Schloss Drosendorf
- Rudolf Hoyos-Sprinzenstein (1884–1972), Besitzer von Schloss Drosendorf
- Franz Xaver Kießling (1859–1940), Heimatforscher, völkisch-deutschnationaler Schriftsteller und Funktionär der Turnbewegung
- Wolfgang Müller-Funk (* 1952), Literatur- und Kulturwissenschaftler
- Wilhelm Ranetzky (1916–2008), Oberschulrat, Hauptschuldirektor, Dramatiker, Autor mehrerer Theaterstücke, Preisträger für Dramatik beim Österreichischen Staatspreis 1955, Gründungsmitglied der Arbeitsgemeinschaft Literatur des NÖ Bildungs- und Heimatwerkes, Inhaber des Goldenen Ehrenzeichens für Verdienste des Landes Niederösterreich und der Ehrenplakette der Stadt Horn
- Edwin Schreiber (1894–1947), Hauptschuldirektor, Bürgermeister bis März 1938 und dann wieder 1945 bis 1947, Musiker, Komponist und Leiter des Gesangvereines
- Mella Waldstein (* 1964 in Paris), Journalistin und Publizistin